# シニャック (小惑星)
シニャック (8239 Signac) は、小惑星帯の小惑星である。パロマー天文台のトム・ゲーレルスとライデン天文台のファン・ハウテン夫妻が発見した。
フランスの新印象派の画家、ポール・シニャックに因んで名付けられた。